# Limenitis procris
Limenitis procris är en fjärilsart som beskrevs av Pieter Cramer 1779. Limenitis procris ingår i släktet Limenitis och familjen praktfjärilar. Inga underarter finns listade i Catalogue of Life.

## Bildgalleri

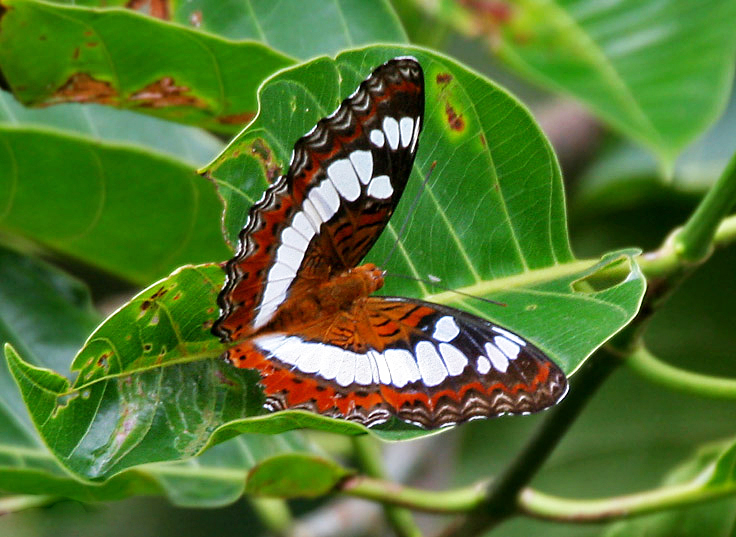
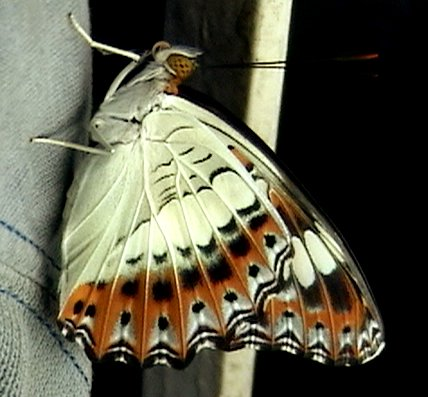
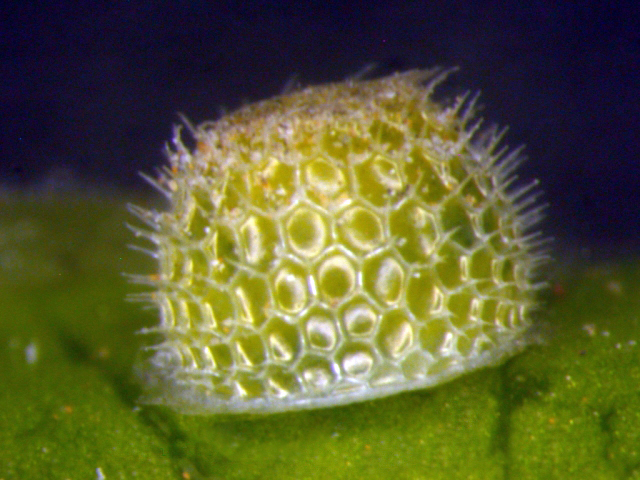
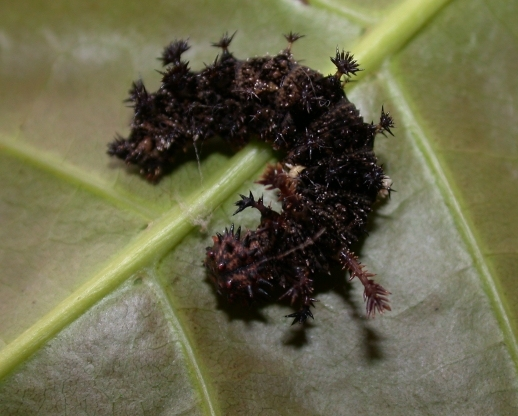
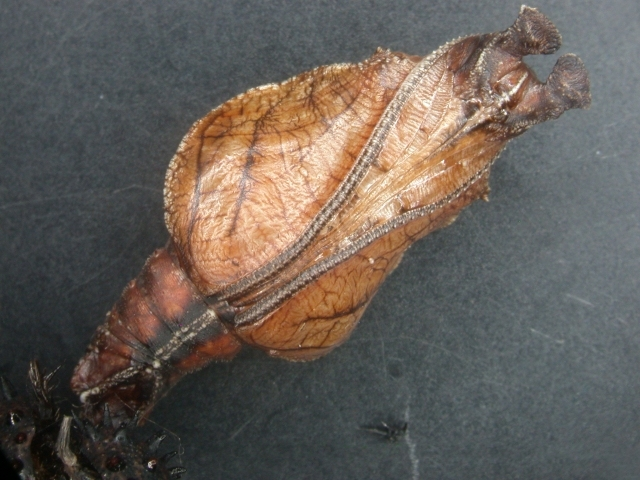
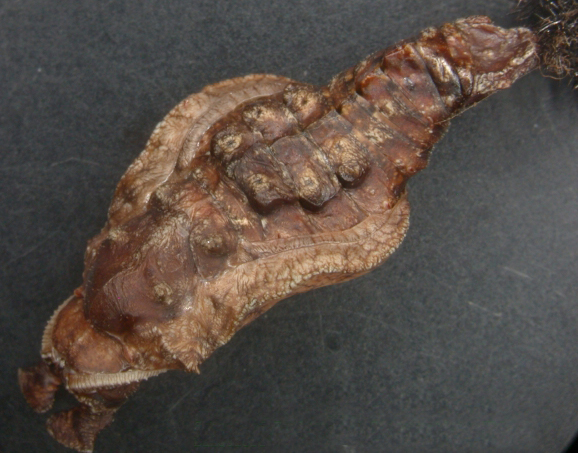